# Sobralia luerorum
Sobralia luerorum är en orkidéart som beskrevs av Dodson. Sobralia luerorum ingår i släktet Sobralia och familjen orkidéer. Inga underarter finns listade i Catalogue of Life.

## Bildgalleri

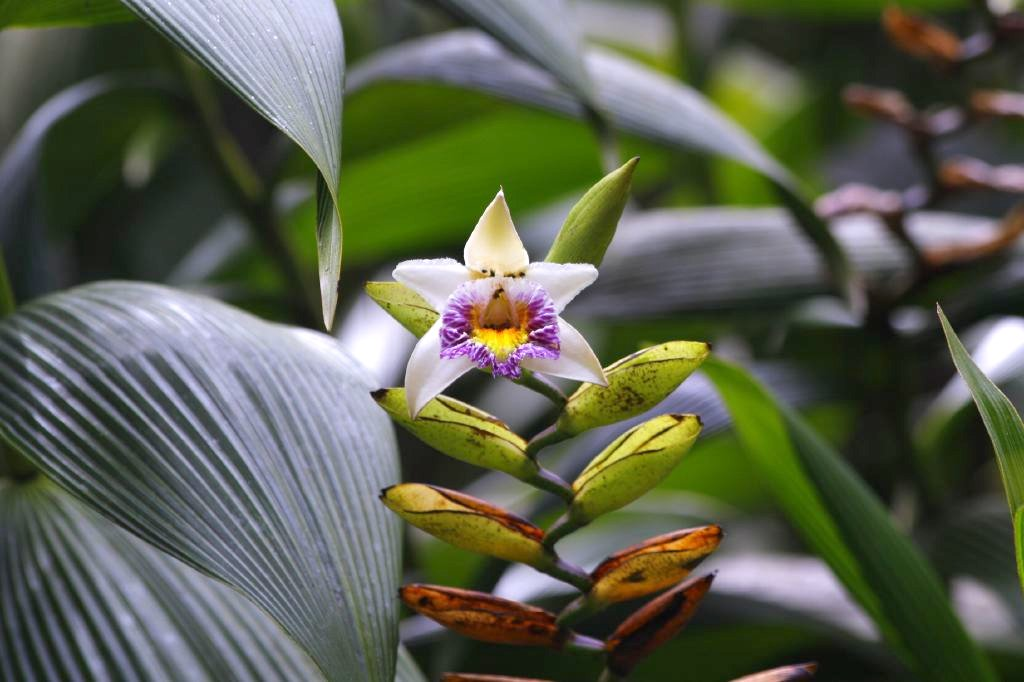